# Казале-ді-Скодозія
Казале-ді-Скодозія (італ. Casale di Scodosia, вен. Casałe de Scodosia) — муніципалітет в Італії, у регіоні Венето, провінція Падуя.
Казале-ді-Скодозія розташоване на відстані близько 380 км на північ від Рима, 75 км на південний захід від Венеції, 45 км на південний захід від Падуї.
Населення — 4873 особи (2014).
Щорічний фестиваль відбувається 23 квітня. Покровитель — святий Юрій.

## Демографія
Населення за роками:

Станом на 1 січня 2023 року в муніципалітеті офіційно проживали 452 іноземці з 25 країн, серед них 51 громадянин країн Євросоюзу та 10 громадян України.

## Сусідні муніципалітети
- Мельядіно-Сан-Фіденціо
- Мельядіно-Сан-Вітале
- Мерлара
- Монтаньяна
- П'яченца-д'Адідже
- Урбана